# Kammfarn
Der Kammfarn, auch Kamm-Wurmfarn (Dryopteris cristata) ist ein seltenerer Vertreter aus der Gattung der Wurmfarne (Dryopteris) innerhalb der Familie der Wurmfarngewächse (Dryopteridaceae), der ausschließlich in Mooren, Feuchtwiesen und Bruchwäldern wächst.
Als weiterer deutschsprachiger Trivialname ist für die Region Tirol bei Lienz die Bezeichnung Labassen belegt.

## Beschreibung

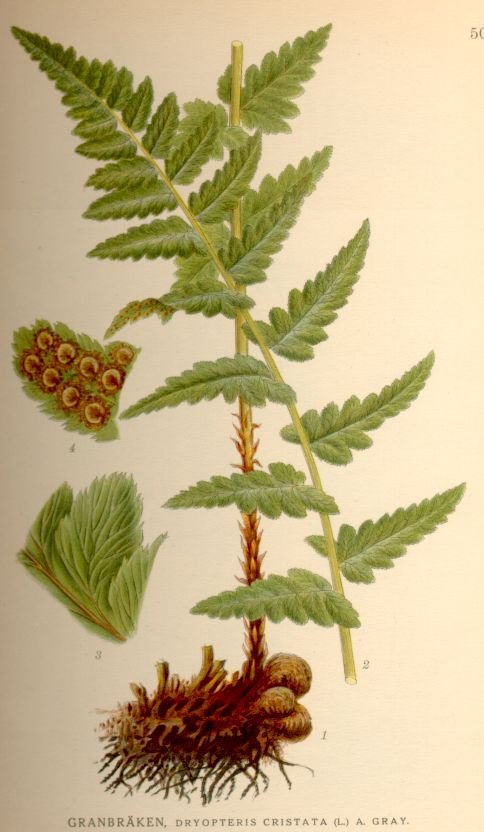
Kammfarn (Dryopteris cristata), Illustration

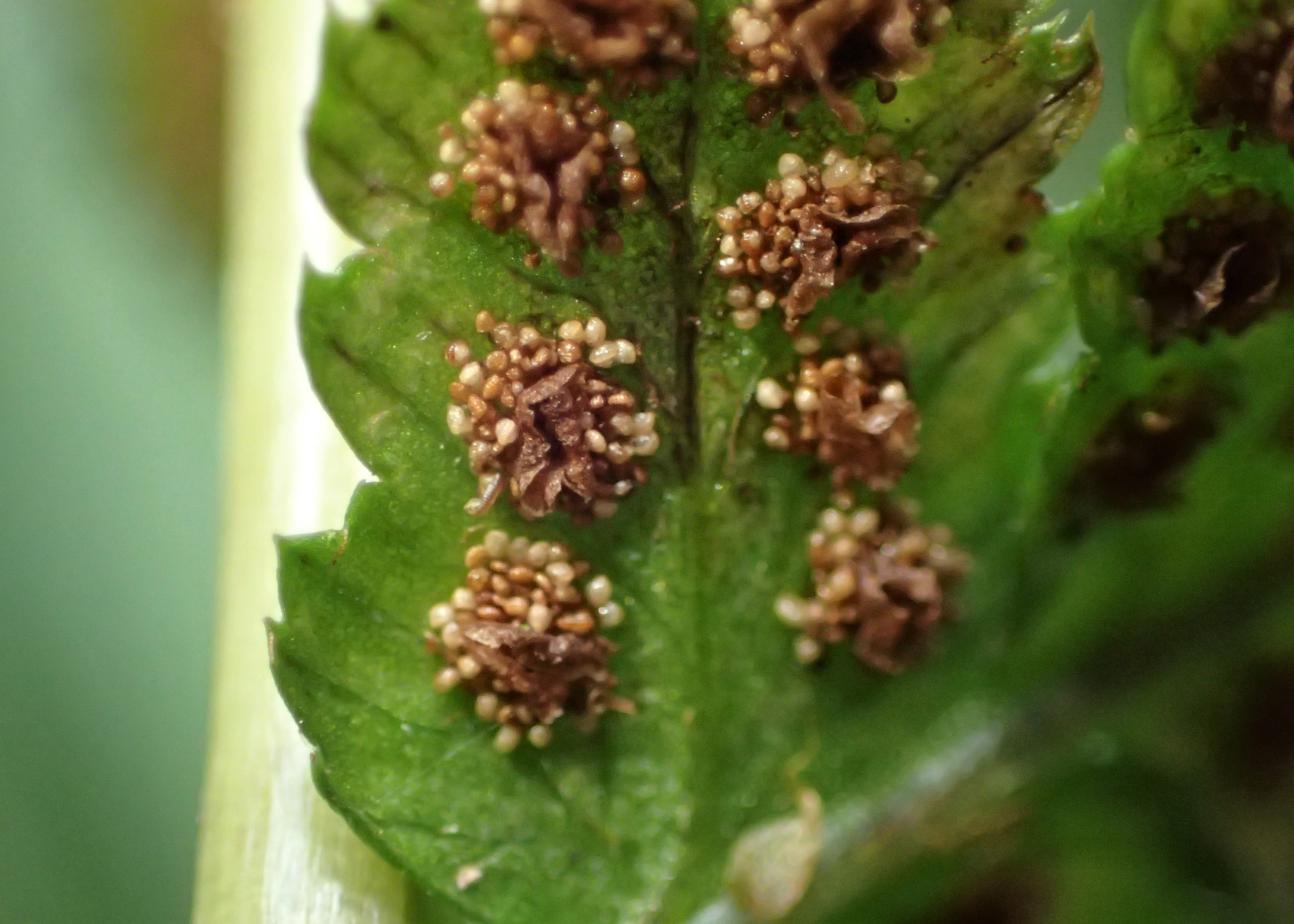
Fertiler Wedel, Unterseite

Herbarexemplar

Der Kammfarn ist eine ausdauernde Pflanze, die ein lang kriechendes oder niederliegendes Rhizom entwickelt. Die Wedel des sommergrünen Farns sind in einer losen Rosette angeordnet. Sie erreichen eine Länge von etwa 70 Zentimetern und eine Breite von nur 5–15 Zentimetern. Das sterile Blatt sitzt an einem kurzen Stiel und ist nur ein-, selten zweifach gefiedert und von schmal länglichem Umriss.  Das Blatt und die Fiederblättchen enden in einer stumpfen Spitze. Der Blattstiel des sterilen Blatts ist dünn, strohgelb oder grünlich. tief rinnig, nur halb so lang wie die Blattspreite und mit hellbraunen Spreuschuppen besetzt. Die Blattspreite ist derb, hellgrün und kahl. Sie hat auf jeder Seite (10 bis) 17 bis 20 Fiedern. Wedel mit Sori sind auffallend aufrecht gerichtet; die Fiedern sind durch Drehung der Stiele rechtwinklig gegen die Blattfläche gestellt, sie sind abstehend und ihre Unterseite ist oft sogar nach oben gewendet. Die unteren bis mittleren Fiedern sind auffallend kurz und im Umriss dreieckig. Sie sind etwa 4,5 Zentimeter lang und 3 Zentimeter breit. Die Sporophylle sind 20 bis 60 (bis 100) Zentimeter lang und 10 bis 15 Zentimeter breit. Ihr Stiel ist fast so lang wie die Blattspreite. Die Sori sind groß und stehen zweireihig; ihr Indusium ist klein und ganzrandig. Die Sporenreife ist Juli bis September.
Der Kammfarn hat die Chromosomenzahl 2n = 164. Er ist allotetraploid. Zwei seiner 4 Genome stammen von der nordamerikanischen Art Dryopteris ludoviciana, woher die beiden andern Genome stammen, ist noch nicht bekannt; sie sind aber vermutlich auch an der Entstehung des Gewöhnlichen Dornfarns (Dryopteris carthusiana) beteiligt.

## Vorkommen
Der Kammfarn kommt in Bruchwäldern vor, besonders in Erlenbrüchen. Zudem ist er in verschiedenen Mooren anzutreffen. Er kommt gern auf staunassen Böden vor und ist eine Kennart der Carici-elongatae-Alnetum. Er kommt öfter vor zwischen dem Faulbaum (Frangula alnus) und der Kriech-Weide (Salix repens) in Gesellschaft vom Sumpffarn (Thelypteris palustris). Seine Gesamtverbreitung umfasst die gemäßigten Breiten Europas, erreicht den Balkan und das Schwarze Meer und erstreckt sich über Sibirien und Kasachstan bis nach Nordamerika. In Europa fehlt er besonders in Südeuropa (Spanien, Italien, Türkei und in großen Teilen der Balkanhalbinsel), Island, Portugal, Belarus und Moldau. Er gedeiht von der Ebene bis in die Voralpenstufe und fehlt im Hochgebirge. Im Schweizer Kanton Freiburg steigt er bis 835 Meter Meereshöhe auf.
Die ökologischen Zeigerwerte nach Landolt et al. 2010 sind in der Schweiz: Feuchtezahl F =4+w+ (nass aber stark wechselnd), Lichtzahl L = 3 (halbschattig), Reaktionszahl R = 2 (sauer), Temperaturzahl T = 3+ (unter-montan und ober-kollin), Nährstoffzahl N = 2 (nährstoffarm), Kontinentalitätszahl K = 2 (subozeanisch).
In Deutschland ist der Kammfarn nach der Bundesartenschutzverordnung „besonders geschützt“.

## Taxonomie
Der Kammfarn wurde 1753 von Carl von Linné in Species Plantarum Tomus II, S. 1090 als Polypodium cristatum erstbeschrieben. Die Art wurde 1848 von Asa Gray in A Manual of the botany of the Northern United States... ed. 1, S. 631 als Dryopteris cristata (L.) A.Gray in die Gattung Dryopteris gestellt. Synonyme von Dryopteris cristata (L.) A.Gray sind Polystichum cristatum (L.) Roth und Aspidium cristatum (L.) Sw. „Cristatus“ bedeutet „kammartig“ und bezieht sich auf den kammartigen Schnitt der Fiedern.